# Erna Morena

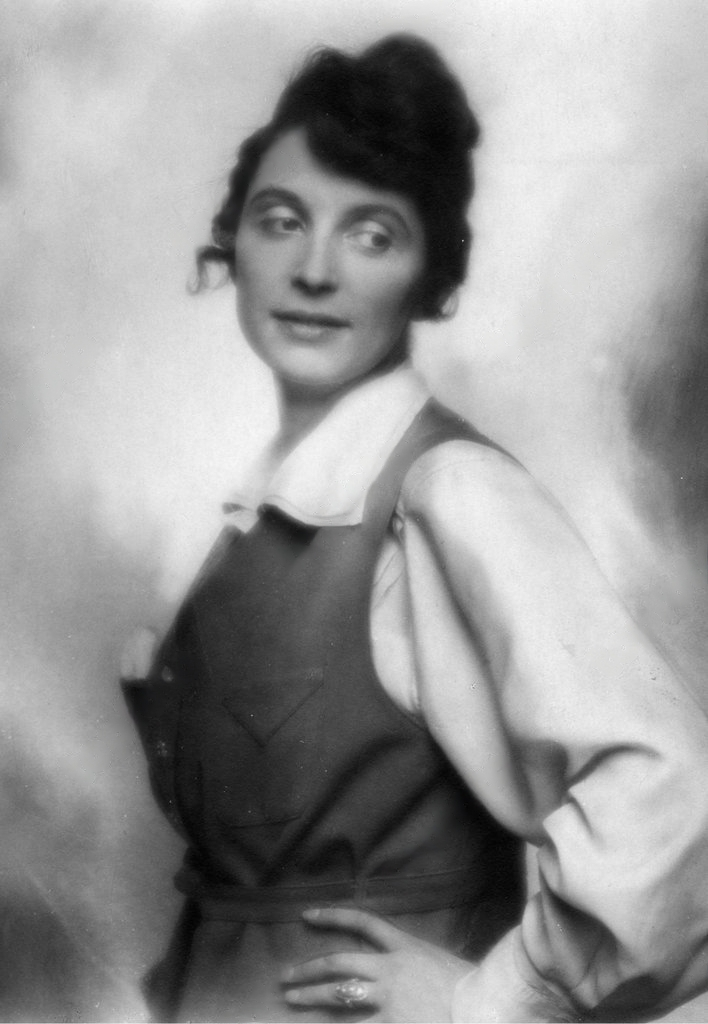
Erna Morena,
Foto: Nicola Perscheid, ca. 1920

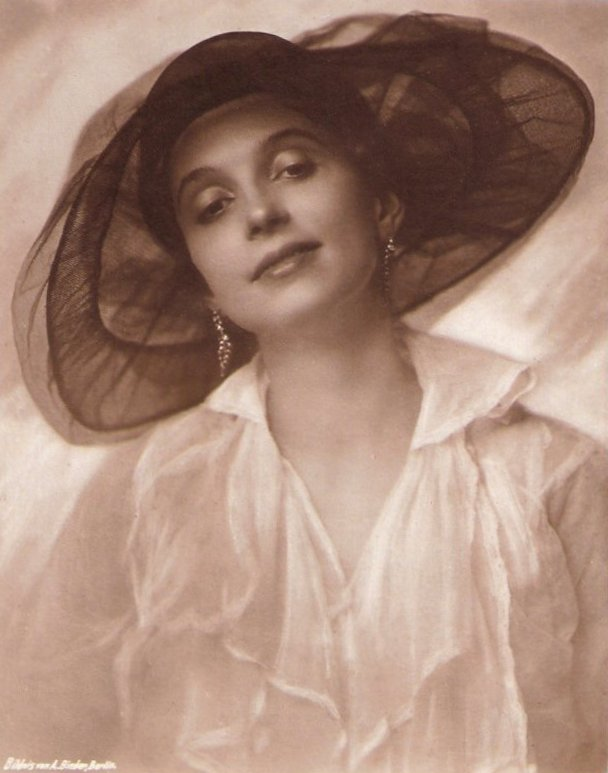
Erna Morena, Fotografie von Alexander Binder, um 1925

Erna Morena (* 24. April 1885 in Wörth am Main; † 20. Juli 1962 in München; bürgerlicher Name: Ernestine Maria Fuchs) war eine deutsche Filmschauspielerin, Filmproduzentin und Drehbuchautorin in der Zeit des Stummfilms und der Anfänge des Tonfilms.

## Leben

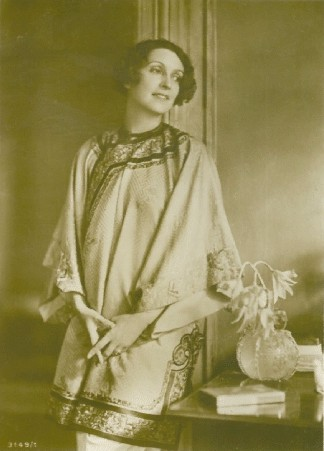
Erna Morena, Fotografie von Wanda von Debschitz-Kunowski, um 1928

In einer bürgerlichen Familie geboren, ging Erna Morena mit 17 Jahren nach München, um hier die Kunstgewerbeschule zu besuchen. Später verbrachte sie ein halbes Jahr in Paris, bis sie schließlich am Ende des ersten Jahrzehnts des zwanzigsten Jahrhunderts nach Berlin zog und dort als Krankenschwester arbeitete.
Vermutlich nahm sie gleichzeitig an der Schauspielschule des Deutschen Theaters in Berlin Unterricht, für dessen Ensemble Max Reinhardt sie 1910 als Schauspielerin engagierte. Im folgenden Jahr wirkte sie hier in kleinen Rollen mit. 1912 kam sie zum Film.
Ihr Filmdebüt gab sie Ende 1912 in Die Sphinx von Eugen Illés für die neugegründete Filmproduktionsfirma Literaria Film von Alfred Duskes, ihr Gehalt dort betrug 500 Mark pro Monat, also ca. 3.288 Euro. Insgesamt wirkte sie in etwa 120 Filmen mit. Sie arbeitete unter bekannten Regisseuren wie Paul Leni, Richard Oswald, Robert Wiene, Friedrich Wilhelm Murnau und Georg Wilhelm Pabst und spielte neben großen Kollegen wie Conrad Veidt, Emil Jannings, Reinhold Schünzel und Werner Krauß.
Sie war einer der ungewöhnlichsten Stars des deutschen Stummfilms: dunkelhaarig, groß und mit markanten Gesichtszügen hatte sie einen Star-Appeal wie später Greta Garbo und wurde in einem Atemzug mit Asta Nielsen und Henny Porten genannt. Dennoch ist ihr Name heute weitgehend vergessen.
Morena versuchte sich auch als Produzentin: 1918 gründete sie in Berlin die Morena Film-Gesellschaft m.b.H., unterstützt von einigen Freunden als Gesellschafter, mit der sie u. a. die Stummfilme Colomba (1918 mit Werner Krauß) und Die 999. Nacht (1919/1920 mit Hans Albers) produzierte.
Von 1915 bis 1921 war Erna Morena mit dem Schriftsteller Wilhelm Herzog verheiratet. Das Paar hatte die gemeinsame Tochter Eva-Maria Herzog (1915–2007).
Erna Morena spielte im NS-Propagandafilm Jud Süß die Rolle der Frau des Konsistorialrats.
Erna Morena wurde auf dem Winthirfriedhof in München-Neuhausen neben ihrer Mutter beerdigt. Unweit davon befindet sich auch das Grab ihres Bruders, des Brentano-Forschers Friedrich Fuchs, der mit Ruth Schaumann verheiratet war.

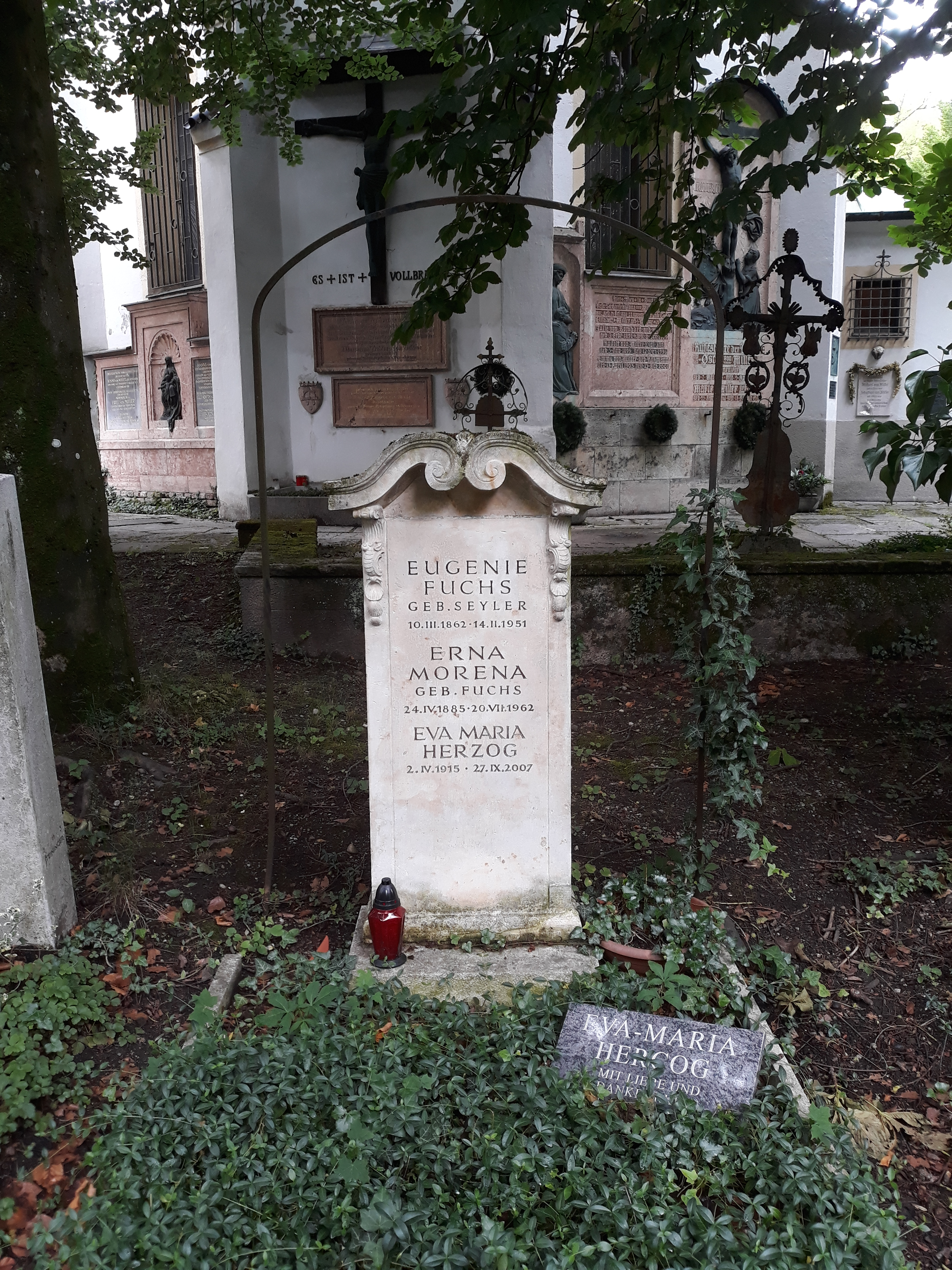
Das Familiengrab von Erna Morena, mit Mutter und Tochter, auf dem Friedhof Neuhausen in München.

## Filmografie
- 1913: Die Sphinx
- 1913: Irrwege
- 1913: Du sollst Vater und Mutter ehren
- 1913: Wurmstichig
- 1913: Die Hand des Schicksals
- 1913: Schwere Stunden
- 1914: Ins Blinde hinein
- 1914: Erstarrte Liebe
- 1914: Das Millionen-Halsband
- 1914: Sein braunes Mädel
- 1915: Es war ein Traum
- 1915: Der Spieler
- 1915: Frau Eva
- 1916: Höhen und Tiefen
- 1916: Die bleiche Renate
- 1916: Das Geschick der Julia Tobaldi
- 1916: Die Zwillingsschwestern
- 1917: Lulu
- 1917: Prima Vera
- 1917: Der Ring der Giuditta Foscari
- 1918: Colomba
- 1918: Das Tagebuch einer Verlorenen
- 1919: Nerven
- 1920: Algol – Tragödie einer Macht
- 1920: Von morgens bis mitternachts
- 1920: Manolescus Memoiren
- 1920: Kurfürstendamm
- 1920: Nachtgestalten
- 1920: Der Schädel der Pharaonentochter
- 1920: Die Lieblingsfrau des Maharadscha, 3. Teil
- 1921: Das indische Grabmal (2 Teile)
- 1921: Der Gang in die Nacht
- 1921: Die Liebschaften des Hektor Dalmore
- 1921: Lotte Lore
- 1921: Die Verschwörung zu Genua
- 1921: Taschendiebe
- 1922: Teufelssymphonie
- 1922: Der Graf von Essex
- 1922: Ein neues Leben
- 1922: Fridericus Rex
- 1923: Wilhelm Tell
- 1923: Der Großindustrielle
- 1923: Glanz gegen Glück
- 1924: Der Berg des Schicksals
- 1924: Mutter und Kind
- 1925: Heiratsschwindler
- 1925: Wallenstein
- 1925: Bismarck, 1. Teil
- 1925: Die vom Niederrhein
- 1925: Die eiserne Braut
- 1926: Man spielt nicht mit der Liebe
- 1926: Das graue Haus
- 1926: Bismarck 1862-1898
- 1927: Die rollende Kugel
- 1927: Grand Hotel …!
- 1927: Der Kampf des Donald Westhof
- 1928: Rutschbahn
- 1928: Das Schicksal derer von Habsburg
- 1929: Verirrte Jugend
- 1929: Somnambul
- 1929: Sensation im Wintergarten
- 1929: Ich lebe für Dich
- 1929: Jugendsünden
- 1929: Nachtlokal
- 1930: Gigolo
- 1930: Aschermittwoch
- 1930: Scapa Flow
- 1931: Das Lied der Nationen
- 1932: Eine Nacht im Paradies
- 1932: Die elf Schill’schen Offiziere
- 1932: Das erste Recht des Kindes
- 1933: Die vom Niederrhein
- 1934: Zwischen zwei Herzen
- 1934: Was bin ich ohne Dich?
- 1934: So endete eine Liebe
- 1934: Abschiedswalzer
- 1934: Elisabeth und der Narr
- 1935: Pygmalion
- 1935: Viktoria
- 1936: Dornröschen
- 1938: Zwischen den Eltern
- 1939: Der arme Millionär
- 1939: Fasching
- 1940: Jud Süß
- 1951: Unsterbliche Geliebte